# Joana Seixas
Joana Faria Seixas (Lisboa, 31 de Outubro de 1976) é uma actriz portuguesa.

## Biografia
Na sua adolescência fez parte do grupo musical infanto-juvenil Onda Choc, celebrizando-se a cantar o tema Feira Popular.
Em 1999, terminou a licenciatura em Teatro, Actores/Encenadores, na Escola Superior de Teatro e Cinema.
Em teatro trabalhou com João Mota, António Feio, Fernanda Lapa, José Wallenstein, Almeno Gonçalves, Bruno Bravo, Tiago Rodrigues e Álvaro Correia, entre outros.
Em cinema trabalhou com Roselyne Bosch, Artur Ribeiro, Pedro Palma e Ivo Ferreira, e mais recentemente com Gonçalo Waddington, no filme Águas Mil.
Em 2009, ganhou o prémio de Melhor Protagonista de Novela, pela sua personagem Vera Sarmento, na primeira produção totalmente original da SIC, Podia Acabar o Mundo. Sendo exclusiva da SIC, até 2012, em 2010 entra no elenco de Laços de Sangue  e Lua Vermelha, e em 2012 em Dancin' Days.

## Formação
- 1985-1989 - Bailado Clássico da Junta de Freguesia de Benfica, Lisboa
- 1992 - Ginástica Acrobática da Escola Secundária José Gomes Ferreira, Lisboa
- 1990-1992 - Curso de Bailado Clássico e Moderno do Ciclorama/Junta de Freguesia de São Domingos de Benfica, Lisboa
- 1995 - Curso de Teatro do Grupo de Teatro "O Susto", dirigido por Almeno Gonçalves, Lisboa
- 1995 - Curso Design Comunicação e Imagem por computador, Fundação para o Desenvolvimento Cientifico e Tecnológico – Fundetec, Lisboa, Portugal
- 1996 - Seminário de Esgrima Artística da Escola Superior de Teatro e Cinema – IPL com Eugénio Roque, Lisboa
- 1997 - Seminário de Movimento da Escola Superior de Teatro e Cinema - IPL, com Luca Aprea, Lisboa
- 1999 - Escola Superior de Teatro e Cinema – Instituto Politécnico de Lisboa, Portugal
- 2000 - Licenciatura em Teatro, Actores, Encenadores, Workshop de Teatro com Ronnie Stweart, Fundação Luís XV, Cascais

## Percurso

### Teatro
- 1997 - O Menino de Belém de Manuel Martinez Mediero com encenação de Tiago Rodrigues no Recreios da Amadora, Lisboa
- 1997 - Triálogo ou o vortex cor-de-rosa de Pedro Saavedra, Teatro Comuna, Lisboa
- 1997 - Pêssegos de Nick Grosso com encenação de José Wallenstein, Teatro Aberto, Lisboa
- 1998 - Pescador à Linha de Jaime Salazar Sampaio, dirigido por António Simão, projecto Sem Deus Nem Chefe de Jorge Silva Melo,Teatro da Comuna, Lisboa
- 1998 - Tudo no Jardim de Edward Albee, com encenação de Miguel Romeira, Teatro da Comuna, Lisboa
- 1998 - O Público de Frederico Garcia Lorca com encenação de Pedro Alvaréz Osório no Teatro da Comuna, Lisboa
- 1999 - In-Ter-Va-Lo de Jaime Salazar Sampaio – actriz e co-encenadora -Festival de Teatro de Portalegre de Teatro de Portalegre
- 1999 - Os 12 de Inglaterra espectáculo de rua, encenador João Mota, Tomar, Porto e Loulé
- 1999 - Inter-rail de Abel Neves, encenação de Álvaro Correia, Teatro da Comuna, Lisboa
- 1999 - Chorar para Rir de Marcel Sabourin, com encenação de Hugo Sequeira no Teatro da Comuna, Lisboa
- 2000 - Popcorn de Ben Elton, encenação de António Feio, Teatro Villaret, Lisboa
- 2001 - Divisões de Brian Friel, encenação de Bruno Bravo, 	Casa Conveniente, Lisboa
- 2002 - Amok de Jacinto Lucas Pires a partir de Stephen Zweig, encenação de Luís Gaspar Instituto Franco Português, Lisboa
- 2004 - Como aprendi a conduzir de Paula Vogel, encenação de Fernanda Lapa, Teatro Nacional D.Maria II, Lisboa
- 2004 - Urgências, coordenação artística de Nuno Artur Silva e Tiago Rodrigues, na peça “Genebra” de Pedro Mexia com Marco D’Almeida no Teatro Maria Matos, Lisboa
- 2005 - Shakers, encenação de Almeno Gonçalves, Casino Estoril, Lisboa
- 2006 - Perversos de David Mamet, direcção artística de Macro António Del-Carlo e João Didelet, Porto e Lisboa
- 2006 - As 4 Gémeas de Copi, direcção artística de Joana Brandão, Teatro Taborda, Lisboa
- 2006 - Urgências assistente de encenação, Teatro Maria Matos, Lisboa
- 2009-2010 - O Deus da Matança de Yasmina Reza, encenação de João Lourenço no Teatro Aberto
- 2013 - No Campo de Martin Crimp, encenação de Pedro Mexia, Teatro Turim
- 2013 - O Tempo e a Ira de John Osborne, encenação de Martim Pedroso, no Teatro Experimental de Cascais

## Filmografia

### Televisão
| Ano         | Canal            | Projeto                         | Papel                       | Notas                 |
| ----------- | ---------------- | ------------------------------- | --------------------------- | --------------------- |
| 1997        | RTP1             | Riscos                          | Filipa                      | Elenco Adicional      |
| 1998        | SIC              | Médico de Família               |                             | Participação Especial |
| 1998        | RTP1             | Uma Casa em Fanicos             | Raquel                      | Actriz Convidada      |
| 1999        | Rede Globo       | A Vida como Ela é...            |                             | Participação Especial |
| 1999        | SIC              | Jornalistas                     | Raquel                      | Participação Especial |
| 1999        | TVI              | Todo o Tempo do Mundo           | Ana Carlota                 | Participação Especial |
| 1999 - 2001 | SIC              | O Fura-Vidas                    | Patrícia                    | Participação Especial |
| 2000        | RTP1             | Almeida Garrett                 | Adelaide Deville            | Participação Especial |
| 2000        | TVI              | Crianças SOS                    | Tânia                       | Participação Especial |
| 2001        | RTP1             | A Hora da Morte                 | Isabel                      | Participação Especial |
| 2001        | SIC              | A Minha Família É uma Animação  | Joana                       | Participação Especial |
| 2001        | RTP1             | Bastidores                      | Actress in Movie Screen     | Participação Especial |
| 2002        | TVI              | Super Pai                       | Professora                  | Participação Especial |
| 2002 - 2003 | TVI              | O Último Beijo                  | Maria Fernandes             | Protagonista          |
| 2003        | RTP1             | O Meu Sócio E Eu                | Beatriz                     | Participação Especial |
| 2003 - 2004 | TVI              | O Teu Olhar                     | Daniela Amaral              | Antagonista           |
| 2004        | TVI              | Inspetor Max                    | Helena Vaz                  | Participação Especial |
| 2004 - 2005 | TVI              | Morangos com Açúcar (2.ª série) | Vanda Navarro               | Antagonista           |
| 2005        | TVI              | Ninguém como Tu                 | Irina                       | Coadjuvante           |
| 2007        | SIC              | Floribella                      | Marlene                     | Participação Especial |
| 2007 - 2008 | TVI              | Fascínios                       | Carolina Lopes de Almeida   | Coadjuvante           |
| 2008        | TVI              | Casos da Vida                   | Telma                       | Protagonista          |
| 2008 - 2009 | SIC              | Podia Acabar o Mundo            | Vera Louro                  | Protagonista          |
| 2010        | RTP1             | Regresso a Sizalinda            | Leonor / Helena             | Elenco Principal      |
| 2010 - 2011 | SIC              | Laços de Sangue                 | Rita Caldas Ribeiro Fonseca | Elenco Principal      |
| 2010 - 2012 | SIC              | Lua Vermelha                    | Verónica                    | Elenco Principal      |
| 2011        | RTP1             | O Último Tesouro                | Joana                       | Elenco Principal      |
| 2012 - 2013 | SIC              | Dancin' Days                    | Carminho Galvão             | Elenco Principal      |
| 2014        | TVI              | O Beijo do Escorpião            | Teresa Furtado              | Elenco Principal      |
| 2014 - 2015 | TVI              | Jardins Proibidos               | Bárbara                     | Co-Antagonista        |
| 2016 - 2017 | RTP1             | Mulheres Assim                  | Maria do Carmo              | Protagonista          |
| 2016 - 2017 | TVI              | A Impostora                     | Iris Machado                | Elenco Principal      |
| 2017        | RTP1             | A Família Ventura               | Laura / Luísa               | Protagonista          |
| 2018        | TVI              | Onde Está Elisa?                | Constança Pires             | Antagonista           |
| 2018        | RTP1             | Circo Paraíso                   | Manuela                     | Co-Protagonista       |
| 2019 - 2020 | TVI              | Prisioneira                     | Lídia Cunha                 | Elenco Principal      |
| 2021        | RTP1             | Chegar a Casa                   | Marta                       | Co-Protagonista       |
| 2022 - 2023 | TVI              | Quero É Viver                   | Irene Rosa Lobo Amado       | Protagonista          |
| 2022        | RTP1             | Vizinhas                        |                             | Elenco Principal      |
| 2025        | TVI/ Prime Video | Ninguém como Tu                 | Luíza Albuquerque           | Antagonista           |
| 2025        | RTP2             | Cara a Cara                     |                             |                       |

### Cinema
| Ano  | Título                   | Papel             |
| ---- | ------------------------ | ----------------- |
| 2001 | Quando o Sol Toca na Lua | Joana             |
| 2001 | Duplo Exilio             | Isabel            |
| 2004 | Howl's Moving Castle     | Cabeça de Nabo    |
| 2005 | Animal                   | Mother at Station |
| 2009 | April Showers            | Rita              |
| 2013 | Pontas Soltas            | Teresa            |
| 2016 | L'Araignée Rouge         | Elena             |